# Leptomyrmex niger
Leptomyrmex niger är en myrart som beskrevs av Carlo Emery 1900. Leptomyrmex niger ingår i släktet Leptomyrmex och familjen myror. Inga underarter finns listade i Catalogue of Life.